# Massimiliano Magatti
Massimiliano Magatti (* 31. Mai 1821 in Lugano; † 20. Oktober 1894 oder 21. Oktober 1894 ebenda; heimatberechtigt in Lugano) war ein Schweizer Rechtsanwalt, Politiker, Tessiner Grossrat und Nationalrat.

## Biografie
Massimiliano Magatti war Sohn des Grundbesitzers Pietro Magatti seiner Frau Francesca geborene Bono. Er heiratete Orsola Tognacca im Jahr 1867. Er besuchte das Benediktinerkolleg in Einsiedeln, dann studierte er Rechtswissenschaft in Universität Pisa und schloss 1845 ab. Danach war er Rechtsanwalt und Notar in Lugano. Er war Mitarbeiter am Blatt Confederato ticinese und gründete im Jahr 1852 die Zeitung L’Imparziale. Er war Mitglied des Verwaltungsrats der Tessiner Kantonalbank von 1877 bis 1879.
Als Politiker war er ein wichtiger Vertreter der liberalkonservativen Partei, Tessiner Grossrat von 1859 bis 1894 (1875, 1880 und 1881 Präsident), Stadtrat in Lugano von 1867 bis 1873 und von 1892 bis 1894, Nationalrat von 1872 bis 1881, Staatsrat von 1877 bis 1878 als Leiter des Finanzdepartements. Magatti trug zur Lösung der Diözesanfrage und zur Vorbereitung für den Gesetzesentwurf von 1886 über die Freiheit der katholischen Kirche bei. Er war Kommandeur des Ordens Sankt Gregors des Grossen im Jahr 1889.

## Schriften
- Rapporto della minoranza della Commissione del Gran Consiglio sulla vertenza stradale fra i comuni di Dongio, Semione, e Ludiano per una parte, ed il comune di Biasca per l’altra.
- Progetto di costituzione cantonale elaborato dalla commissione del Gran Consiglio sul progetto 20 settembre 1865 del Consiglio di Stato[3].